# Музей етнографії та художнього промислу
Музе́й етногра́фії та худо́жнього про́мислу Інсти́туту народозна́вства НАН Украї́ни — єдиний музей етнографії в Україні, що підпорядковується Інституту народознавства Національної Академії Наук України.

## Історія
Під назвою Державний музей етнографії та художнього промислу АН УРСР у Львові створений 1951 року на базі Музею етнографії Львівської філії АН УРСР (колишній Музей НТШ) і Львівського державного музею художньої промисловості (колишній Міський музей мистецького промислу), поповнених 1940 року збірками націоналізованих колишніх громадських і приватних музеїв (Національного музею, музею ім. Любомирських, музею ім. Дідушицьких, жіночої гімназії сестер Василіянок, етнографічної збірки О. Прусевича)

## Будівля музею
Цілеспрямовано для музею етнографічних речей у 1891 році було вибудоване приміщення на проспекті Свободи, 24. Там розмістили колекції Міського музею Львова. З 1939 року музейний заклад отримав назву Музей художнього промислу. В підрадянський період 1951 року Музей художнього промислу відселили з приміщення, яке відібрав щойно створений у Львові Музей В. І. Леніна. Тоді ж, 1951 р. всі колекції Музею художнього промислу перевезли в приміщення колишньої Галицької ощадної каси (проспект Свободи, 15), створене колись відомим львівським архітектором доби історизму Юліаном Захаревичем (1837—1898), автором Львівської політехніки, синагоги в Чернівцях, замку графа Адама Голуховського в місті Гусятин.
Відтоді сучасний Музей етнографії та художнього промислу і розташований в будівлі колишньої Галицької кредитної каси.
Будівля виділяється романтичним трактуванням неоренесансових та необарокових мотивів. Архітектор і будівельники активно використовували текстурні особливості та колір наявних матеріалів: поліхромну надрейнську цеглу, тесаний тернопільський камінь, майолікові рельєфи і металеві ковані ґрати, вироблені фабрикою Яна Дашека. Яскраво й виразно було оформлено вестибюль, викладений поліхромною плиткою, прикрашений панелями з кольорового каменю та вітражами фірми «Тіролер Ґласмалерай» з Інсбруку. Інтер'єри і фасад будівлі декоровані роботами зі скульптурної майстерні Леонарда Марконі. Завершує будівлю купол зі шпилем; біля основи купола розміщена алегорична скульптурна група, яка символізує економічне процвітання Галичини.

## Світлини

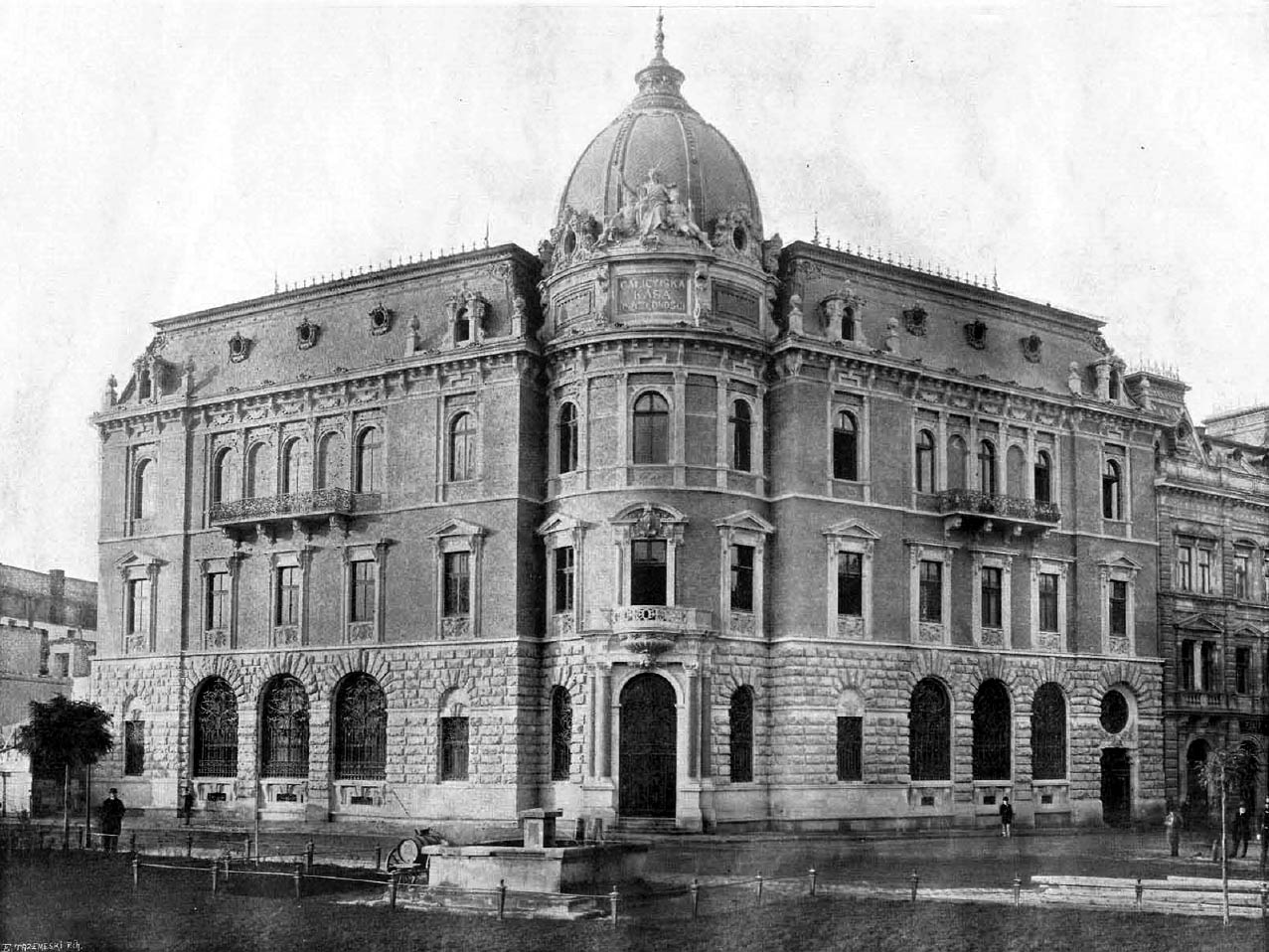
Галицька ощадна каса на 1900 рік, фото з архіву
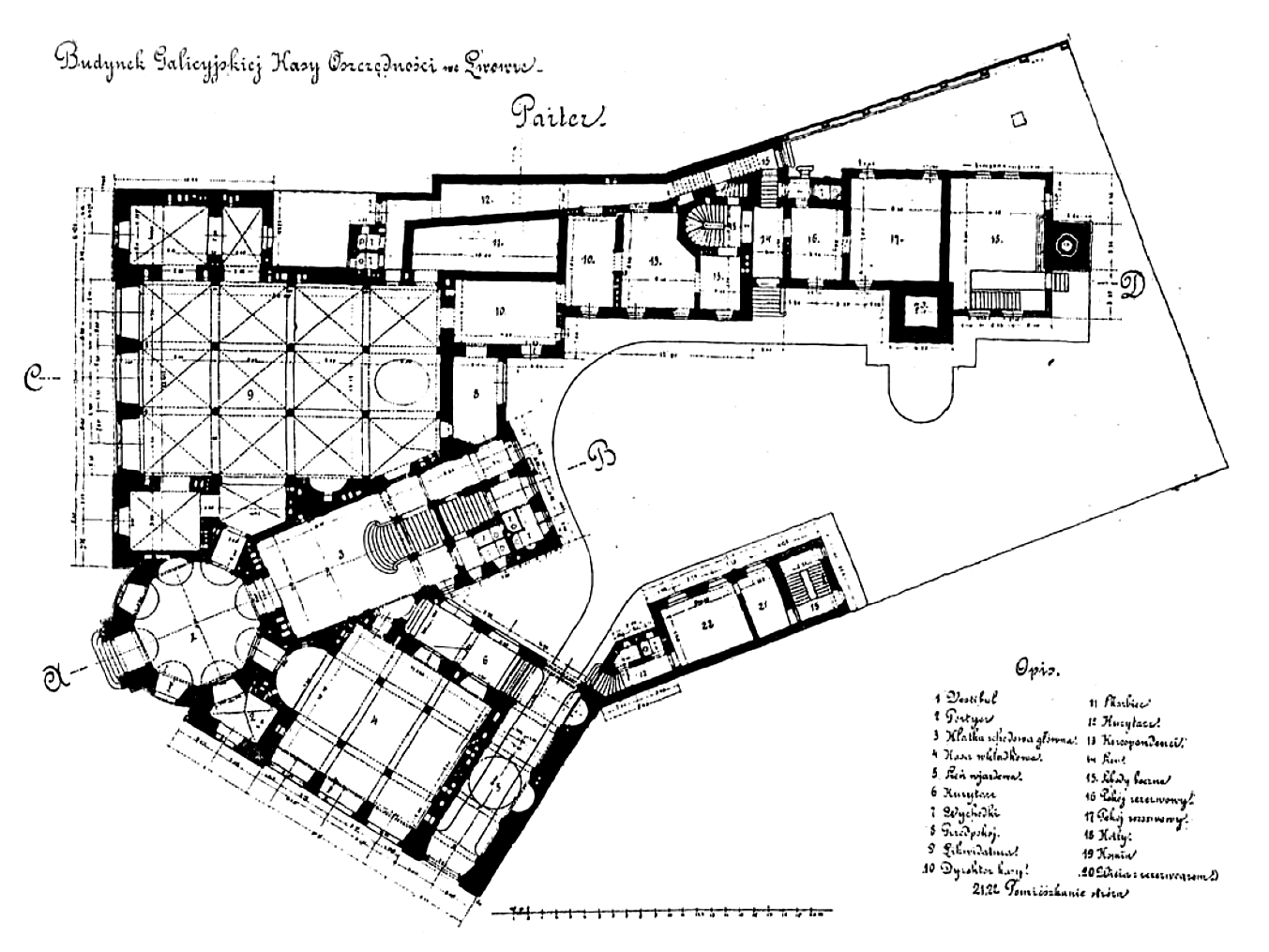
Поземний план споруди
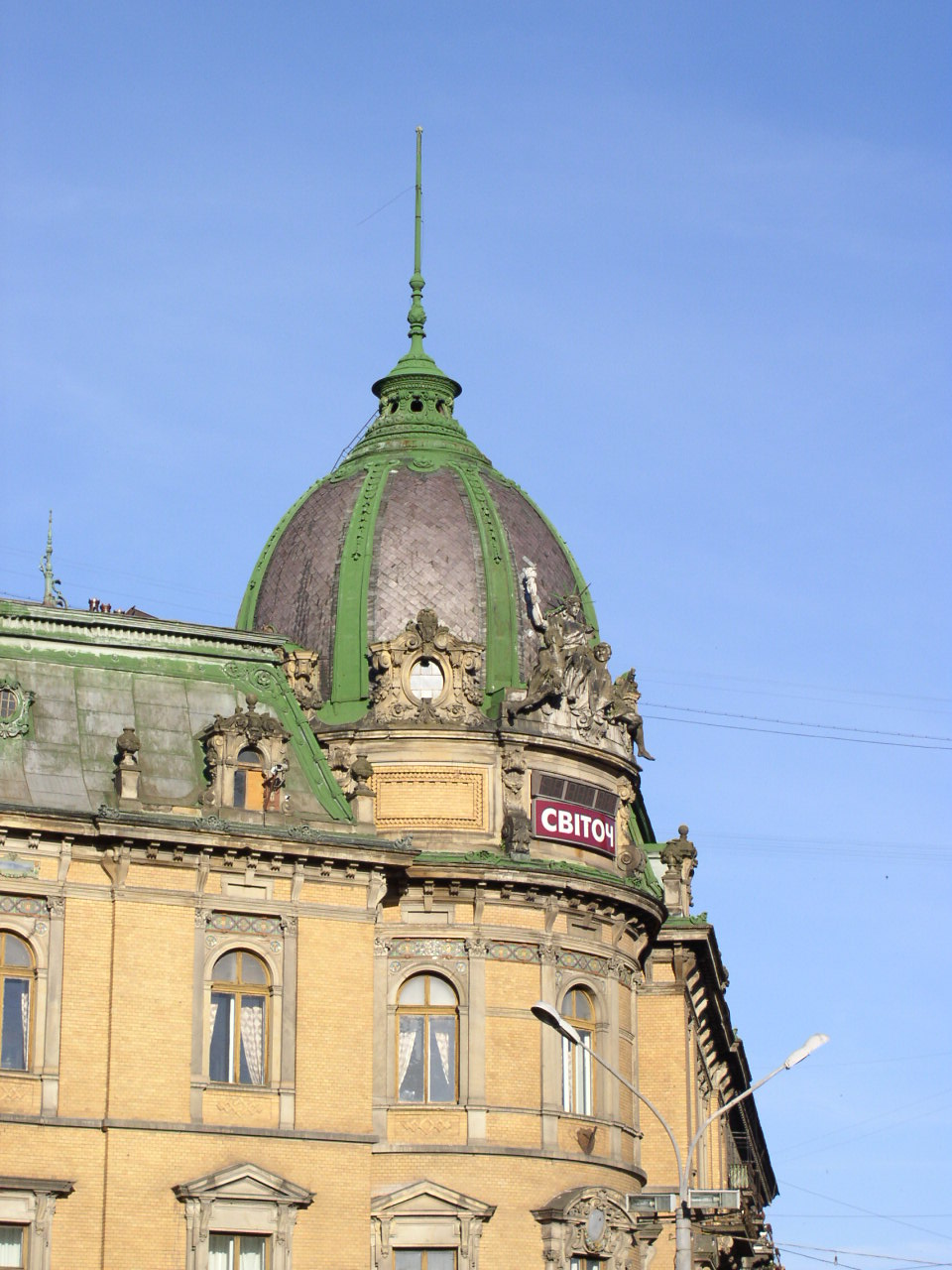
Купол споруди зі шпилем та алегоричною скульптурою "Ощадності"
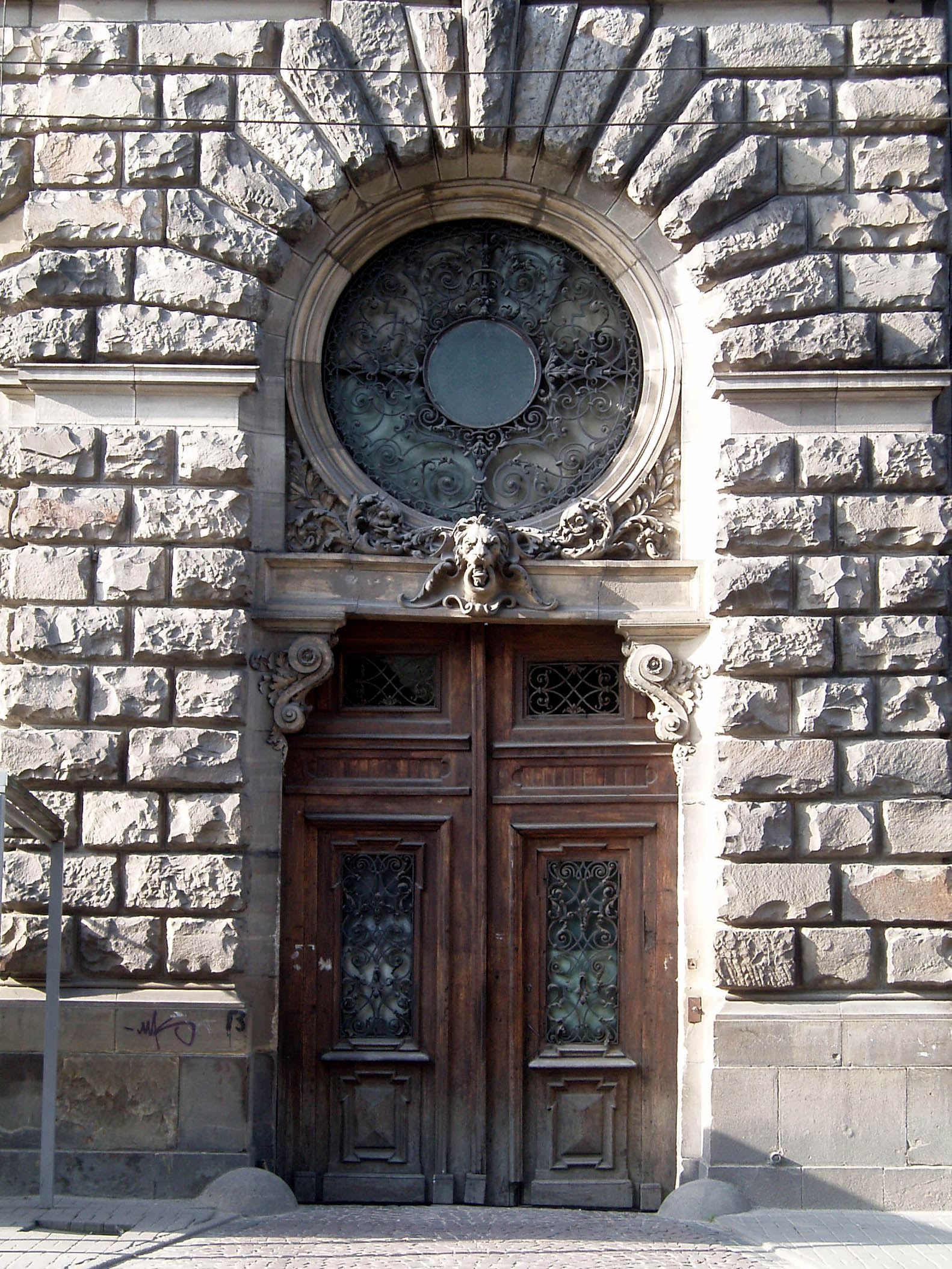
Портал з вікном та художньою ґраткою
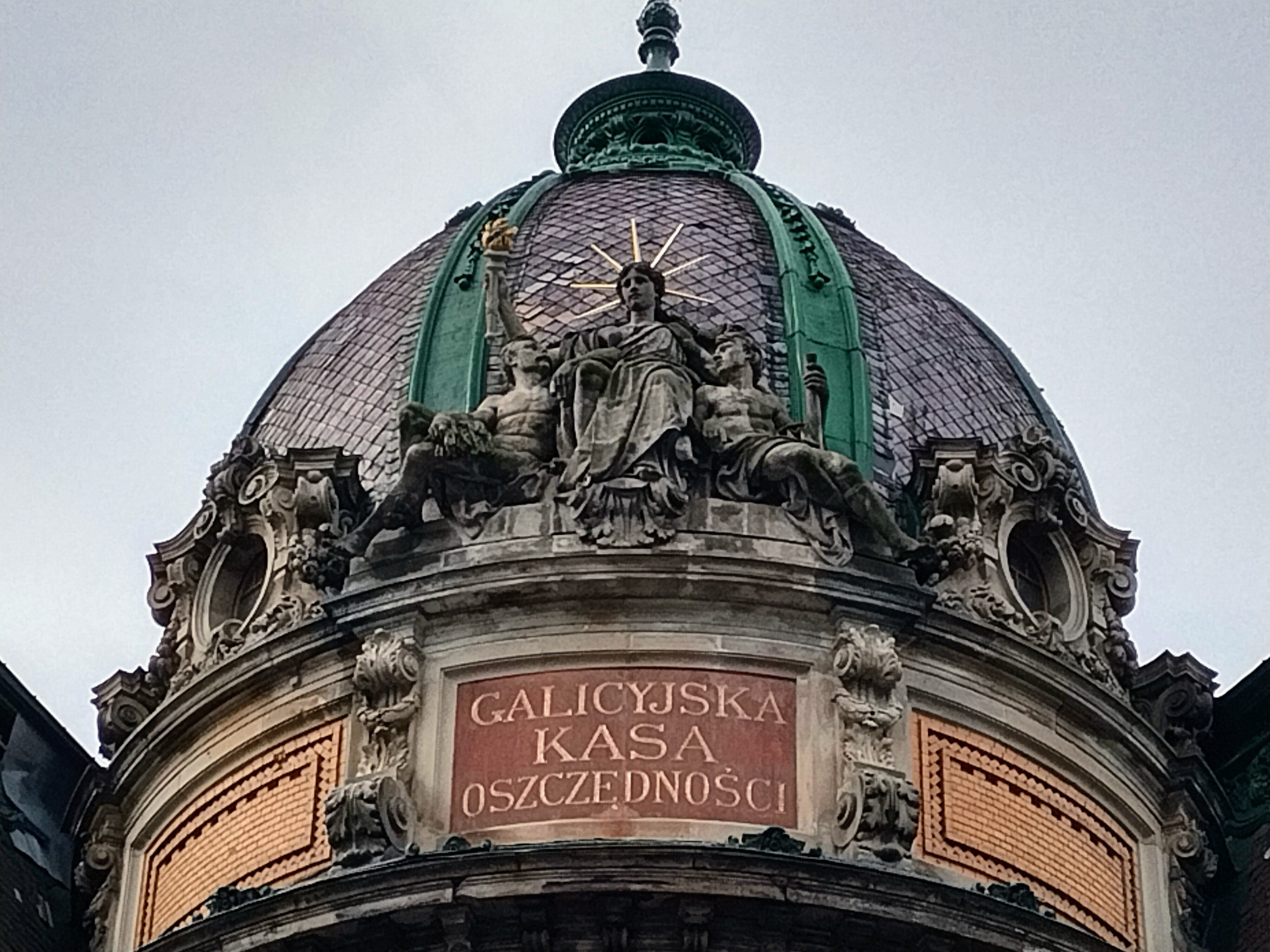
Скульптура "Ощадність"

## Експозиція
Експозиція поділяється на два відділи: етнографічний (понад 44 000 експонатів) і мистецького промислу (понад 28 000 експонатів).
Однією із найчисельніших у збірці музею є колекція українського народного одягу.
Довгий час Музей етнографії та художнього промислу у Львові був єдиним музеєм на теренах України, де зберігали коптські тканини — вироби перших християн Північного Єгипту, що зберегли основи мови стародавніх єгиптян. Мізерну кількість коптських тканин має лише Національний музей мистецтв імені Богдана та Варвари Ханенків у Києві.
Унікальною на теренах України стала і значна збірка меблів, період виготовлення якої охопив шістсот років (з XV до XX століття).
під час створення колекцій приділяли увагу зборам матеріалів суто українських — кераміки місцевих центрів, ткацтво, вишивка, сницарство тощо. Для зборів нових експонатів використовують як звичні експедиції по селах, так і події мистецького життя краю, наприклад, культурні і фольклорні заходи на Співочому полі в місті Тернопіль.

## Видання
Музей видавав «Матеріали з етнографії та мистецтвознавства» (1955—1963), альбоми (народний одяг, різьба тощо) та окремі праці (К. Матейко «Народна кераміка західних областей УРСР XIX—XX ст.», В. Ф. Рожанківський «Українське художнє скло», Л. Суха «Художні металеві вироби українців східних Карпат», А. Будзан «Різьба по дереву в західних областях України», Я. Запаско «Орнаментальне оформлення української рукописної книги», І. Сенів «Творчість О. Л. Кульчицької» тощо), влаштовує періодичні виставки, з 1955 р. має постійну експозицію «Побут українського народу» від XVI століття.
У видавництві «Мистецтво» 1976 року вийшов альбом з 400 кольорових та чорно-білих ілюстрацій, що репрезентують шедеври українського декоративно-ужиткового мистецтва, зібрані в МЕХПІН.
Альбом «Скарби музею етнографії та художнього промислу інституту народознавства НАН України». Автори Степан Павлюк і Роман Чмелик. — Львів: Інститут народознавства НАН УКраїни, 2005. 228 с.